# 龐承寵
龐承寵（？—？），字仲綏，直隸蘇州府吳江縣人，明朝政治人物。

## 生平
南京光祿寺少卿龐遠之孫。萬曆四十三年（1615年）乙卯科應天鄉試舉人，天啟五年（1625年）乙丑科會元。授南京兵部主事，遷禮部員外郎，出知衢州府，調繁，知杭州府。官至湖廣左布政使，致仕歸。

## 著作
著有《籌箸集》、《未信錄》。乾隆四年崇祀鄉賢祠。